# Nahid Kiani
Nahid Kiani (persiska: ناهید کیانی), född 1 augusti 1998 i Esfahan, är en iransk taekwondoutövare.

## Karriär
Vid olympiska sommarspelen 2024 i Paris tog Kiani silver i 57 kg-klassen efter en finalförlust mot sydkoreanska Kim Yu-jin.